# 頭前溪橋
台鐵頭前溪橋是位於台灣新竹市東區與新竹縣竹北市之間頭前溪上的一座鐵路橋樑，連接縱貫線竹北車站與北新竹車站，現役橋梁於1988年4月24日主橋完工、1990年6月24日東正線通車、同年8月5日西正線通車。

## 歷史與設計

### 第一代橋
1887年（清光緒13年）福建臺灣巡撫劉銘傳奏請清朝政府興建基隆至台南的鐵路，同年8月26日成立全臺鐵路商務總局:75，隔年（1888年）台北至新竹段鐵路開工，1893年11月全線通車:109。該鐵路於鳳山崎～新竹火車票房路段跨越今日頭前溪位置的橋梁至少2座，目前文獻有記載的橋梁群列表如下：
- 1910年《臺灣鐵道史》（上卷）「基隆新竹間橋梁表」[5]:136[6]:74：

| 橋 名        | 自基隆起里程                 | 跨度、構造材質                                                           | 長 度                   |
| ------------ | ---------------------------- | ------------------------------------------------------------------------ | ----------------------- |
| 紅毛田坑橋   | 60哩44鏈10節 （約97.45公里） | 13孔木排架，計447呎 2孔鐵桁（鋼桁梁），計200呎 1孔鐵桁（鋼桁梁），計70呎 | 約717呎 （約218.5公尺） |
| 烏樹林坑一橋 | 60哩55鏈55節 （約97.68公里） | 1孔木排架，計21呎                                                        | 約21呎 （約6.4公尺）    |
| 烏樹林坑二橋 | 60哩63鏈61節 （約97.84公里） | 9孔木排架，計315呎                                                       | 約315呎 （約96公尺）    |

- 2008年《鐵道情報》183期〈以土木工程的角度看清代臺鐵〉專文[4]：

| 橋 名      | 自基隆起里程 | 跨度、構造材質                  | 長 度                      |
| ---------- | ------------ | ------------------------------- | -------------------------- |
| 下斗崙溪橋 | （無記載）   | 1孔150呎鋼梁 其餘橋孔使用木排架 | 超過600呎（182.9公尺以上） |
| 烏樹林溪橋 | （無記載）   | 木排架結構                      | 超過300呎（91.4公尺以上）  |

也就是第一代橋並沒有連成一座的所謂「頭前溪橋」。
第一代頭前溪橋梁群跨度如果是150呎或200呎者，採用美國或英國式的鐵桁梁，其餘跨度較小者採用木梁。至於橋台則全部是木造，沒有翼牆:142:77。
第一代橋梁群開通大約5年後，於1898年8月30～31日遭洪水沖毀，導致紅毛田臨時車站（今竹北車站）～新竹停車場間的鐵路中斷，中斷期間的交通，由臺灣總督府民政局通信部鋪設輕便台車軌道聯絡:127:245。

### 第二代橋
1895年起日本統治台灣，自1899年開始由臺灣南、北兩端建設縱貫線鐵路，其中北部基隆至新竹路段係就地改建原本的清代鐵路，甚至有許多路段改線，稱為「北部改良線」。北部改良線在紅毛田臨時車站（今竹北車站）至新竹車站區間，由臺灣總督府鐵道部工務課新竹建設事務所於1902年3月15日重建通車:157，不過，這段鐵路跨越現代頭前溪位置的「紅毛田溪橋」與「烏樹林溪橋」，直到同年10月20日才正式竣工:155。

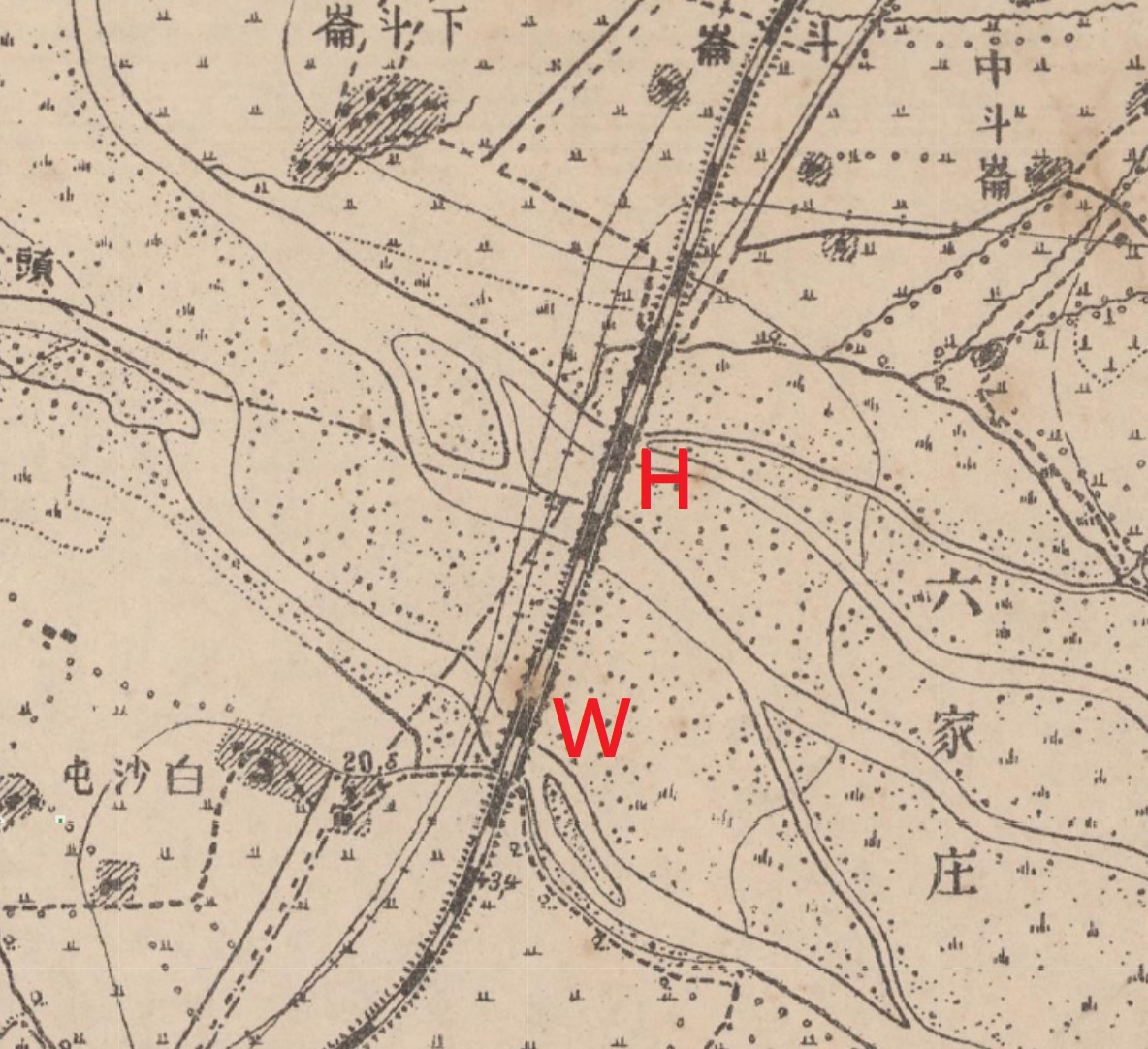
頭前溪橋的前身：1921年《臺灣地形圖》所標示的紅毛田溪橋(H位置)與烏樹林溪橋(W位置)

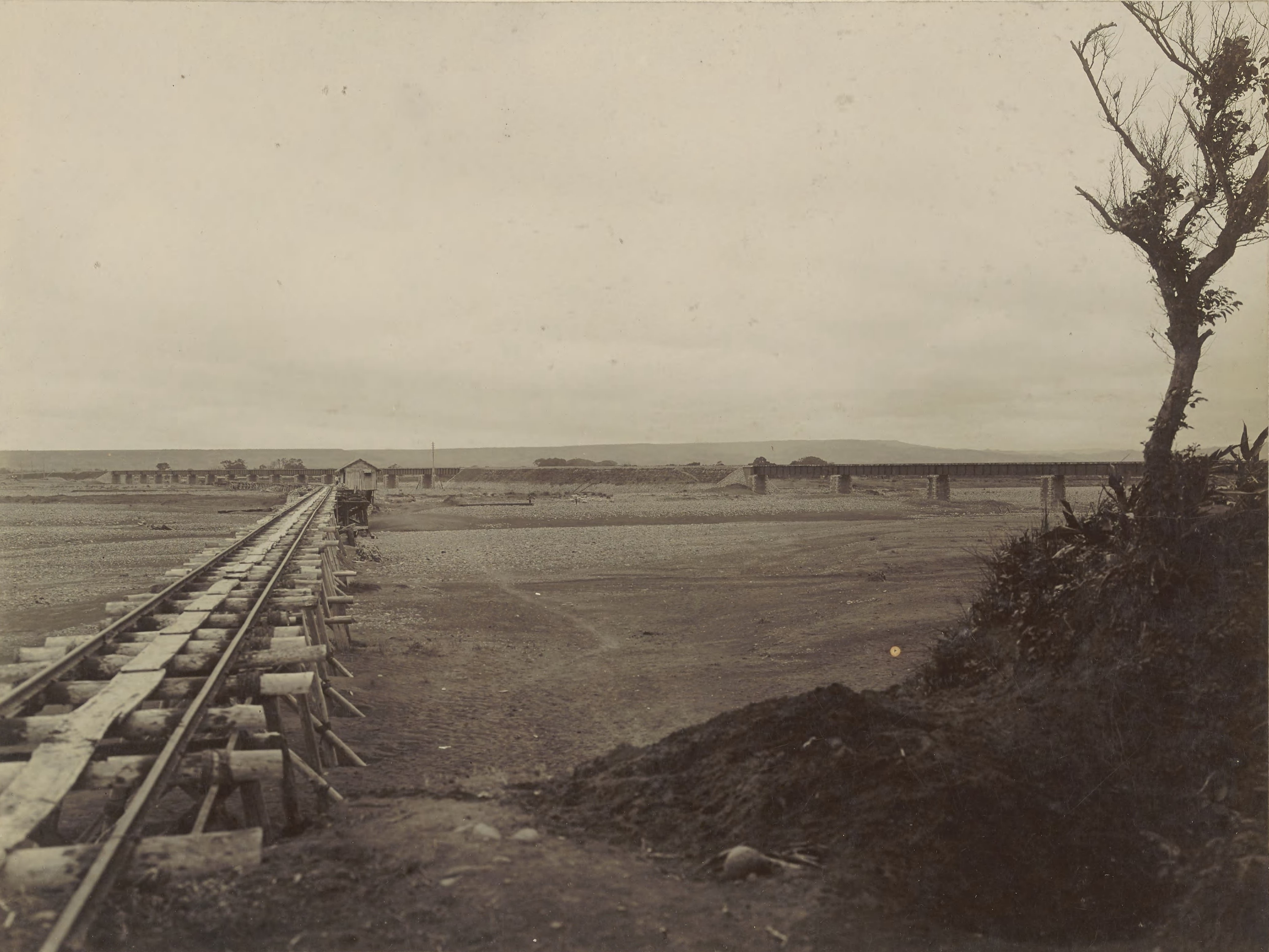
頭前溪橋的前身：1902年完工的紅毛田溪橋（遠方左側）與烏樹林溪橋（遠方右側）

第二代橋梁（紅毛田溪橋、烏樹林溪橋）架設的位置與原本清代鐵路橋梁群所在地相近，資料如下:136、154、155：
|                | 紅毛田溪橋              | 烏樹林溪橋           |
| -------------- | ----------------------- | -------------------- |
| 開工日         | 1900年12月10日          | 1900年11月10日       |
| 長度           | 344.6公尺               | 159.9公尺            |
| 上部結構       | 鋼鈑梁                  | 鋼鈑梁               |
| 孔數           | 原設計13孔→實際建成15孔 | 7孔                  |
| 跨度           | 70呎                    | 70呎                 |
| 橋台、橋墩結構 | 紅磚及石材；沉箱基礎    | 紅磚及石材；沉箱基礎 |
| 橋寬           | 單線鐵路                | 單線鐵路             |
| 承包商         | 大倉組                  | 大倉組               |
| 完工日         | 1902年10月20日          | 1902年10月20日       |

### 第三代橋
臺灣總督府交通局鐵道部自1927年開始，將台北～竹南間及台南～高雄（今高雄港車站）間單線鐵路擴建為複線鐵路 ，其中紅毛（今竹北車站）～新竹車站區間複線工程耗資14萬3千4百圓日圓，由太田組承包，工程內容包含新建第三代橋（在第二代橋下游側:77照）。第三代橋於1935年3月19日傍晚隨著竹北車站 至新竹車站間複線鐵路通車而啟用，做為上行線（西正線）橋梁，原第二代橋則改為下行線（東正線）橋梁。

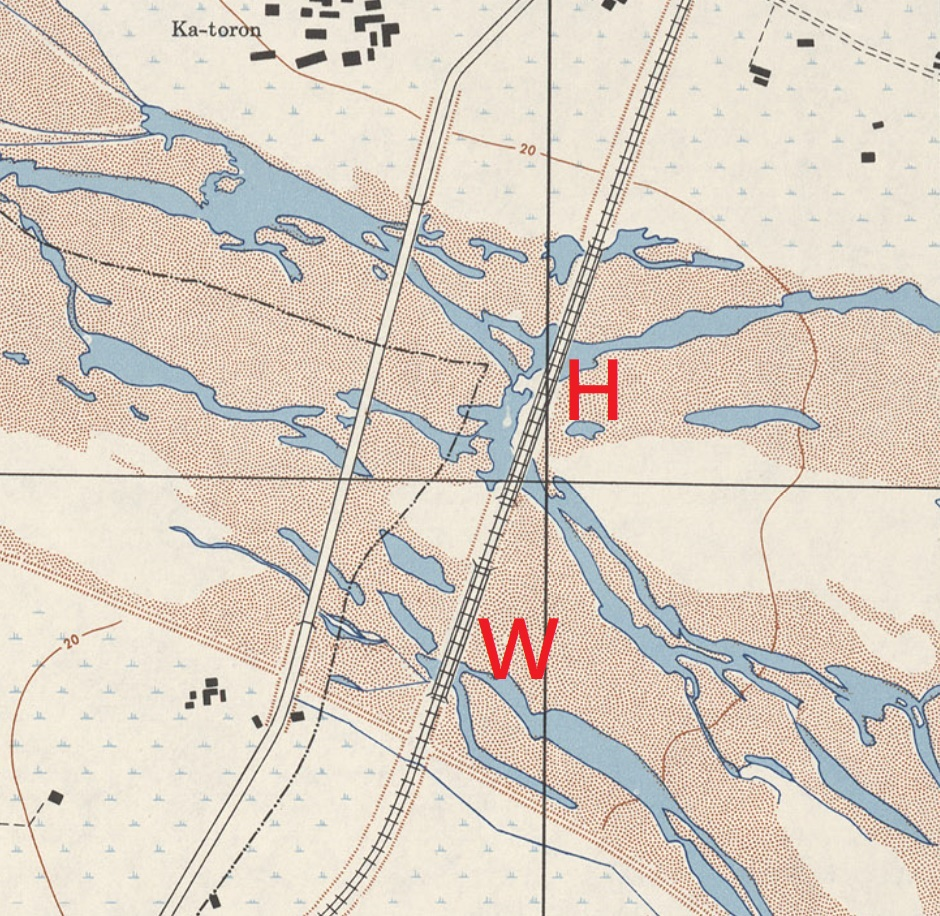
頭前溪橋的前身：1945年美軍《臺灣城市地圖》Shinchiku(新竹)所標示的複線紅毛田溪橋(H位置)與複線烏樹林溪橋(W位置)

第三代橋梁（紅毛田溪橋、烏樹林溪橋）設計施工時，橋下溪水流量已增加，在北側的紅毛田溪越來越偏南、在南側的烏樹林溪越來越偏北，兩溪幾乎合而為一，但是複線鐵路工程新建第三代橋時並沒有趁機改造，仍然沿襲二代橋原有的架橋形態，一南一北分別建造兩座橋梁，而不是將兩橋打通合併連成一氣。

#### 災害及改良
- 1963年9月11日凌晨3時13分，受到葛樂禮颱風挾帶豪雨山洪暴發的影響，烏樹林溪橋橋墩傾斜，致使R50號機車牽引的南下611次貨物列車摔落橋下，彰化機務段3名司機員吳身義、廖添丁、連子亮殉職，南北交通也暫時中斷一週。災後台鐵局施工將紅毛田溪橋與烏樹林溪橋之間的路堤挖除，兩橋合併為「頭前溪橋」[17][19][20][21][22]。橋梁合併後全長624.4公尺，22個橋孔，每孔跨度19.2公尺[23]，1964年5月下旬通車[24]。
- 1966年5月，完成頭前溪橋上行線（西正線）橋梁第1號至第15號橋墩、及第17號至第28號橋墩拆除，另建新橋墩[23]。
- 1977年12月31日，第一期鐵路電氣化工程（基隆～竹南間）完工[25][26]，第二、三代橋均架設電桿、懸臂組與電車線。
- 1984年8月7日，芙瑞達颱風挾帶豪雨洪水衝擊，上行線（西正線）橋梁第9號橋墩倒塌，鋼梁落橋，幸賴守橋衛兵、北上第10次莒光號列車司機員李東明、北上第78次復興號列車司機員邱家地等人之發現，始免於意外，而下行線（東正線）橋梁雖無受損，但也因安全因素暫時封鎖，新竹車站至新豐車站區間以臺灣汽車客運公司車輛接駁。8月8日台鐵局局長卜元禮、台鐵局工務處處長張金波與相關工程人員均到場巡視，後來決定在橋梁兩端設置橫渡線，南下與北上列車全部行駛下行線（東正線）橋梁[27][28]。短暫封鎖的下行線（東正線）橋梁於8月9日上午完成橋墩加固後開放行車[29]，而損壞的上行線（西正線）橋梁則在該年11月30日修復竣工，上午6時30分起，頭前溪橋恢復雙線行車[30]。

#### 重大事故
- 1981年3月8日11時30分，北上1002次自強號（EMU100型）於本橋南側，撞上闖越平交道[註 6]的熒琦貨運公司砂石車，砂石車被列車一路推擠80公尺，接著列車出軌，向右墜落於東、西兩主線橋梁下方，第10號到第7號車廂皆翻落到乾涸的河床上，而第6號車廂則一軸出軌，懸掛在橋上。事故造成砂石車司機及列車乘客30人死亡，130人輕重傷[31][32]。

### 第四代橋（現役）
台灣日治時期後期及戰後時期，台鐵局陸續改建或補強老舊鐵路橋梁，並自1980年代起，大規模重建舊橋，除了已經重建完成者之外，盤點出29座橋梁，分別納入「五大橋梁重建工程」及「鐵路沿線老舊橋梁重建工程」兩項計畫，而頭前溪橋是以後者的計畫重建，是為第四代橋。
第四代橋建造於第二代橋（東正線橋）上游側30公尺，由中華顧問工程司設計、退輔會榮工處承包建造，下部結構為圓形開口沉箱基礎及單柱T形懸臂式橋墩、上部結構為上承式預力梁橋，全長738.3公尺，計23孔橋孔（22座橋墩），每孔32.1公尺，自1986年3月4日開工，1988年4月24日主橋竣工，橋面鋪設傳統道碴式軌道 。
第四代橋完工後，由於北側引道用地取得困難，尚未施作引道，所以新、舊路線無法切換，經工程單位努力與各地主協調，終於在1989年7月至1990年初陸續取得各路段土地，展開引道工程，並在1990年6月23日跨24日歐菲莉颱風來襲時完成撥接東主正線通車、8月4日跨5日完成西主正線切換通車，隨後並拆除第二代及第三代橋。目前留有完整南、北岸橋台及河中央之橋墩殘跡。

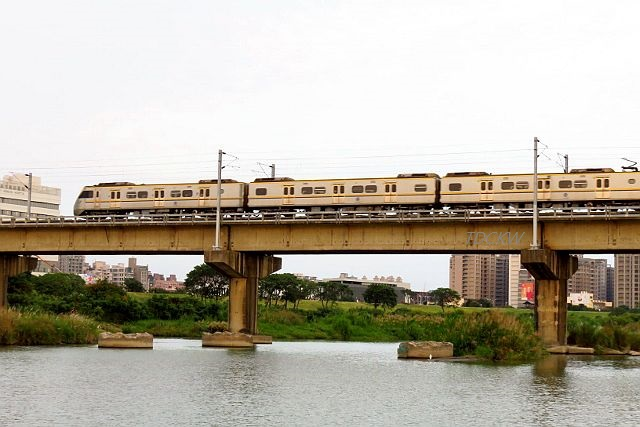
頭前溪橋，橋下尚有已拆除的第二、三代橋橋墩殘跡。

#### 附屬事項
- 本橋北側原本有「下斗崙平交道」（六家平交道，穿越縣道120號），橋梁重建時，一併抬高鐵路高程，以新建的立體交叉陸橋取代該平交道[14]。
- 配合新竹縣政府縣治遷移到竹北市之後的交通需求，一併施作新竹縣治道路立體交叉（光明六路地下道）工程，1991年5月25日10時通車[14]。
- 四代橋完工後，台鐵局在北橋台路線西側設置石碑，北面題「頭前溪橋」，石碑南面則以頭前溪為古竹塹城的北方屏障，新橋梁橫跨頭前溪則與竹塹城東門（迎曦門）一樣，迎向春日朝陽，因此題上「頭前迎曦」四字[22]。
- 台鐵局為紀念1963年9月11日葛樂禮颱風導致611次貨物列車落橋、3名彰化機務段司機員吳身義、廖添丁、連子亮殉職的事件，在舊橋橋畔設置「為路捐軀」碑，由局長林則彬落款，並記以〈葛樂禮颱風因公殉職三司機員事略〉[20]。但第四代橋興建時，因碑體位在計劃防洪道上，恐遭淹沒，於是台鐵在1991年5月將舊碑遷移到第四代橋南橋台西側附近，且將規模擴大[22]，除了原本的題字與碑文予以保留以外，再加一塊大石塊，勒石「頭前忠義」[20]。

## 鄰近設施
- 新竹寵物公園
- 頭前溪河濱公園
- 新竹市河濱壘球場
- 頭前溪橋（省道台1線）
- 頭前溪消波塊（豆腐岩）：經濟部水利署在頭前溪幾個行水區內放置方塊狀消波塊，延緩河床沖刷，但被攝影愛好者暱稱為「豆腐岩」[35]，甚至成為熱門IG打卡點，包括興隆大橋下游側以及本橋附近[36]。

## 引用資料
1. ↑  黃智偉，〈清代臺鐵坎坷路〉. . 2008年3～4月號: 頁40 （中文（臺灣））.
2. 1 2  吳小虹. . 台北縣: 博揚文化. 2006年4月初版一刷. ISBN 957-0463-75-9 （中文（臺灣））.
3. ↑  戴震宇. . 遠足文化. 2001年10月24日: 頁8. ISBN 957304935X （中文（臺灣））.
4. 1 2 3  黃智偉，〈以土木工程的角度看清代臺鐵〉. . 2008年5～6月號: 頁61 （中文（臺灣））.
5. 1 2  . 臺北: 臺灣總督府鐵道部. 19110年9月30日，日本國立國會圖書館數位典藏: 頁136、142  [2022年11月22日]. （原始内容存档于2022年11月22日） （日语）.
6. 1 2  臺灣總督府鐵道部 著；江慶林 譯. . 臺灣省文獻委員會. 1990年6月 （中文（臺灣））.
7. ↑  ，《臺灣日日新報》第107號，1898年9月9日，第2版。（日語）
8. ↑  . 中央研究院.[]
9. 1 2 3 4  . 臺北: 臺灣總督府鐵道部. 1911年3月25日，日本國立國會圖書館數位典藏: 頁127、136、155、157  [2022年11月22日]. （原始内容存档于2022年11月22日） （日语）.
10. ↑  張健豐. . 海峽學術. 2010年12月1日. ISBN 978-986-6480-47-8 （中文（臺灣））.
11. ↑  ，《臺灣日日新報》第1153號，1902年3月8日，第2版。（日語）
12. ↑  . 臺灣總督府鐵道部. 1902年。（日本宮內廳宮內公文書館數位典藏） （日语）. 。
13. ↑  黃智偉，〈縱貫鐵道的無名英雄〉. . 2008年7～8月號: 頁51 （中文（臺灣））.
14. 1 2 3 4 5  臺灣鐵路管理局鐵路沿線老舊橋樑重建工程處. . 臺北市. 1991年5月31日 （中文（臺灣））.
15. ↑  蔡龍保.  二版一刷. 臺北市: 臺灣書房. 2007年7月. ISBN 978-986-6764-00-4 （中文（臺灣））.
16. ↑  〈新竹紅毛間複線工事 十四萬三千餘圓〉，《臺灣日日新報》第11119號，1931年3月28日，漢文夕刊4版。（繁體中文）
17. 1 2  Loren Aandahl. . Taiwan: Loren Aandahl. 2011. ISBN 978-0-615-39162-5 （英语）.
18. ↑  ，《臺灣日日新報》第12560號，1935年3月20日，第7版。（日語）
19. 1 2  黃智偉，〈縱貫鐵路築橋始末（上）〉. . 2008年11～12月號: 頁49～50 （中文（臺灣））.
20. 1 2 3  齊武藍，〈全台鐵道紀念碑一覽表〉. . 1998年11～12月號: 頁38～39 （中文（臺灣））.
21. ↑  台鐵局「為路捐軀」碑碑文（繁體中文）。
22. 1 2 3  臺灣鐵路管理局鐵路沿線老舊橋樑重建工程處. . 臺北市. 1991年5月31日: 頁24 （中文（臺灣））.
23. 1 2  臺灣省文獻委員會. . 南投縣. 1993年1月15日: 頁313 （中文（臺灣））.
24. ↑  〈頭前溪鐵橋 趕工築鋼軌〉，《徵信新聞報》，1964年5月22日，6版。（繁體中文）
25. ↑  中華民國交通部交通研究所：中華民國67年《交通年鑑》，臺北市，1979年12月，頁205。（繁體中文）
26. ↑  交通部臺灣鐵路管理局.  (报告). 國家圖書館 政府統計資訊網: 頁281. 1978年6月  [2022-11-22]. （原始内容存档于2022-10-19） （中文（臺灣））.。
27. ↑  〈輕颱芙瑞達夾帶豪雨 掠過台灣北部 頭前溪鐵路橋墩沖毀 縱貫鐵路中斷〉，《聯合報》，1984年8月8日，5版。（繁體中文）
28. ↑  〈頭前溪被沖毀的橋墩 預計一個半月後修復 鐵路局一週內先完成橫渡線〉，《聯合報》，1984年8月9日，5版。（繁體中文）
29. ↑  〈頭前溪橋下行線 今天通車 斷橋慘劇雖倖免 只怕老橋釀大禍〉，《民生報》，1984年8月9日，1版。（繁體中文）
30. ↑  〈頭前溪鐵橋修復 明恢復雙線通車〉，《聯合報》，1984年11月29日，3版。（繁體中文）
31. 1 2  蔡仁輝. . 蔡吳春月. 1996年11月2日: 頁121～123 （中文（臺灣））.
32. ↑  陳穎. . 「OttoCat棒球新聞雜記」網誌. 2010年9月13日. （原始内容存档于2010年9月16日） （中文（臺灣））.
33. ↑  中華民國交通部：中華民國77年《交通年鑑》，臺北市，1989年10月10日，頁329。（繁體中文）
34. ↑  壽俊仁 (编). . 臺灣鐵路管理局. 1987年6月9日: 頁264～271 （中文（臺灣））. 國家圖書館 (中華民國) 臺灣記憶。
35. ↑  記者蔡孟尚. . 自由時報. 2017-04-16 19:11  [2019-05-16]. （原始内容存档于2018-12-15） （中文（臺灣））.
36. ↑  熊貓、柚柚. . 「Panda's paradise」網誌. 2010年9月13日. （原始内容存档于2021年2月25日） （中文（臺灣））.